# Leucania repicta
Leucania repicta là một loài bướm đêm trong họ Noctuidae.